# Gustave Fischbach
Pour les articles homonymes, voir Fischbach.
Gustave Fischbach, né le 5 février 1847 à Strasbourg et mort le 14 juin 1897 dans la même ville, est un avocat, journaliste, et homme politique français.

## Biographie

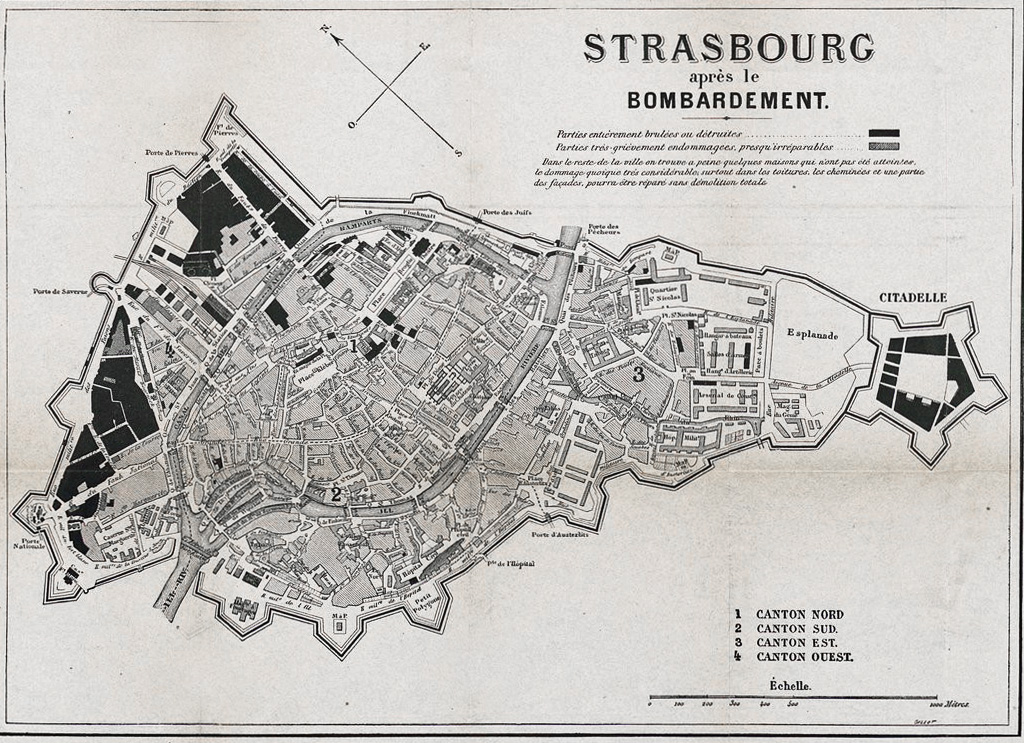
Carte de Strasbourg après le bombardement de 1870 (Fischbach et Gillot, cart.).

Fils de l'imprimeur Gustave Charles Fischbach (1817-1881), il fréquente le gymnase protestant, puis la Faculté de droit de Strasbourg. Licencié en droit, il devient avocat en 1870, au moment où éclate la guerre avec l'Allemagne. Pendant toute la durée de ses études juridiques, il collabore régulièrement au Courrier du Bas-Rhin, principale feuille politique de l'Alsace, sous la direction de Charles Boersch. Témoin et acteur de la défense de Strasbourg, pendant les mois d'août et de septembre de 1870, Gustave Fischbach a écrit un volume sur le Siège de Strasbourg, qui a eu plusieurs éditions.
En 1871, il épouse Anna Küss, la fille du dernier maire français de Strasbourg, Émile Küss, quelques mois après le décès de ce dernier. Ils ont quatre enfants : Paul, Lucie, Berthe (qui épousera l’aviateur Émile Jeannin) et Gustave.

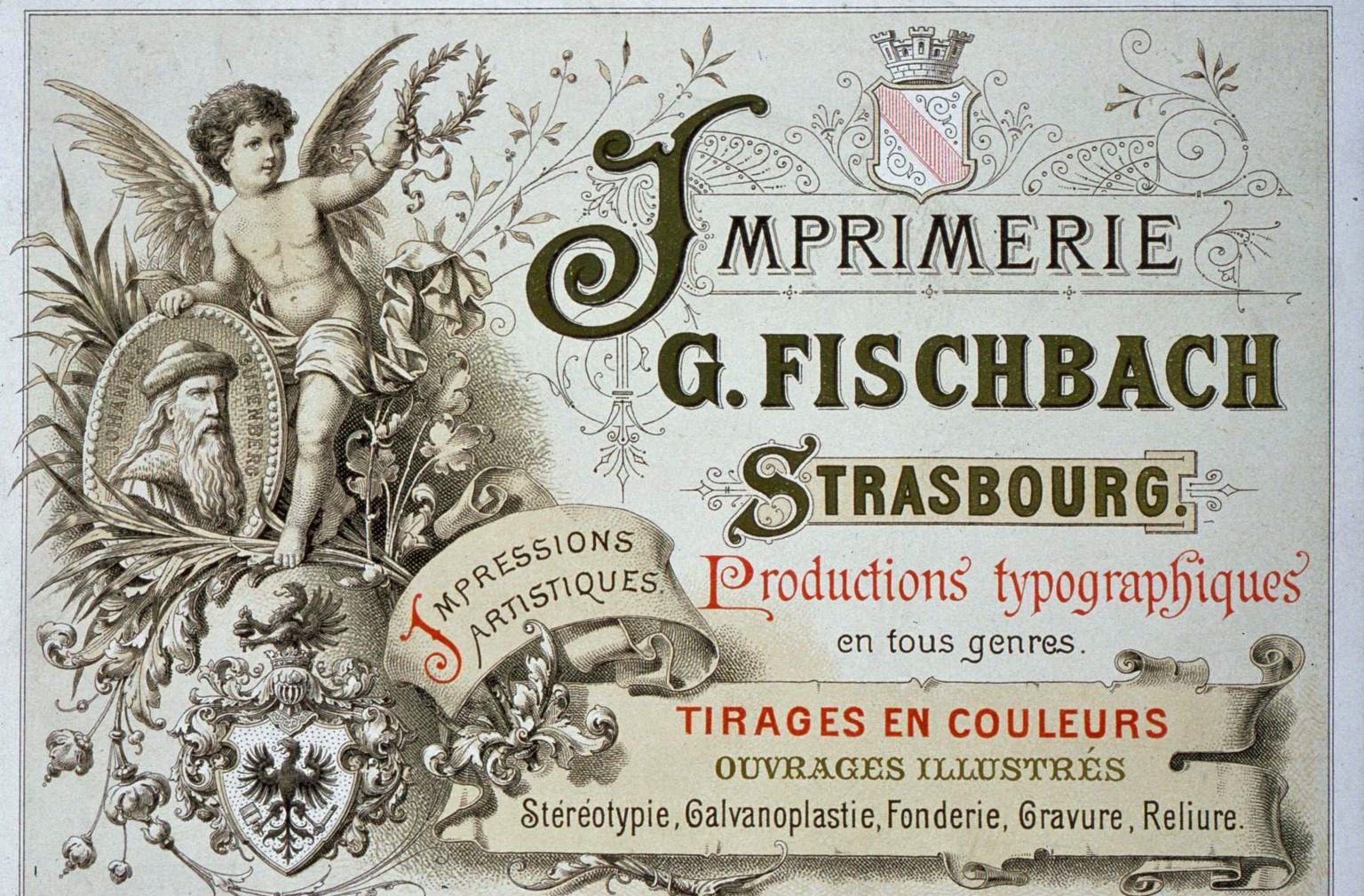
Imprimerie G. Fischbach à Strasbourg.

Après l'annexion de l'Alsace à l'Allemagne, il plaide encore deux années durant au barreau strasbourgeois, pour entrer ensuite à l'imprimerie de la place Saint-Thomas, ancienne propriété de Gustave Silbermann (1801-1876) et dont son père, Gustave Fischbach (1817-1881), a fait l'acquisition. Tout en s'occupant de la direction artistique de l'établissement, des impressions en couleurs renommées, il ne cesse pas de donner beaucoup d'attention au mouvement politique dans le pays, auquel il s'applique de donner un organe propre par la fondation du Journal d'Alsace.
En 1878, sa sœur Berthe épouse Fritz Kieffer qui le rejoint à la tête de l’imprimerie Fischbach au décès de son père, en 1881.
Le Journal d'Alsace, réuni à l'ancien Courrier du Bas-Rhin doit être aux yeux de Fischbach l'organe du parti autonomiste. Dirigé par MM. Jules Klein (1830-1897) et Ferdinand Schneegans (1820-1901), le parti autonomiste poursuit l'idée d’un gouvernement alsacien sous le régime allemand. Ce programme se justifiait par les promesses faites à la tribune du Reichstag par le prince de Bismarck, immédiatement après l'annexion. Mais la politique autonomiste dont le Journal d’Alsace se fait le promoteur ne réussit pas à rallier l'adhésion générale. L'idée du gouvernement alsacien sur le pied d'égalité avec tous les autres États allemands, est resté un rêve suivi de déceptions.
Élu en 1884 au Conseil général de la Basse-Alsace pour un des cantons de Strasbourg. Gustave Fischbach est immédiatement nommé député à la Délégation d'Alsace-Lorraine. Son principal objectif, après son entrée dans cette assemblée législative, est le rétablissement du conseil municipal de Strasbourg, supprimé après la révocation de M. Lauth, le premier député de la Ville au Reichstag. Une motion, dont il prend l'initiative pour l'élection d'un nouveau conseil, en place de la commission extraordinaire chargée, par le gouvernement, de la gestion des affaires de la ville, est votée à l'unanimité. Quelques semaines plus tard, le prince de Hohenlohe, Statthalter impérial, autorise les Strasbourgeois à élire un conseil municipal nouveau. Gustave Fischbach figure un des premiers sur la liste des conseillers élus et est aussitôt désigné comme adjoint au maire, chargé particulièrement du service des beaux-arts, théâtre, conservatoire de musique, musées et collections publiques. En même temps M. Fischbach a administré le bureau de bienfaisance et la caisse d'épargne.
Bien au courant des questions théâtrales et musicales, il publie un livre sur Le théâtre de Strasbourg et la dotation Apffel. À cette publication s'ajoute celle d'un ouvrage historique intitulé La fuite de Louis XVI, d'après les archives municipales de Strasbourg ; puis un volume de causeries Au hasard de la plume. Après avoir développé dans une large mesure le conservatoire municipal de musique et aidé à la création du Musée des arts industriels, il s’investit dans la restauration des collections de tableaux et de sculptures dans les galeries du Château, place de la Cathédrale, futur Musée alsacien des Beaux-Arts,.

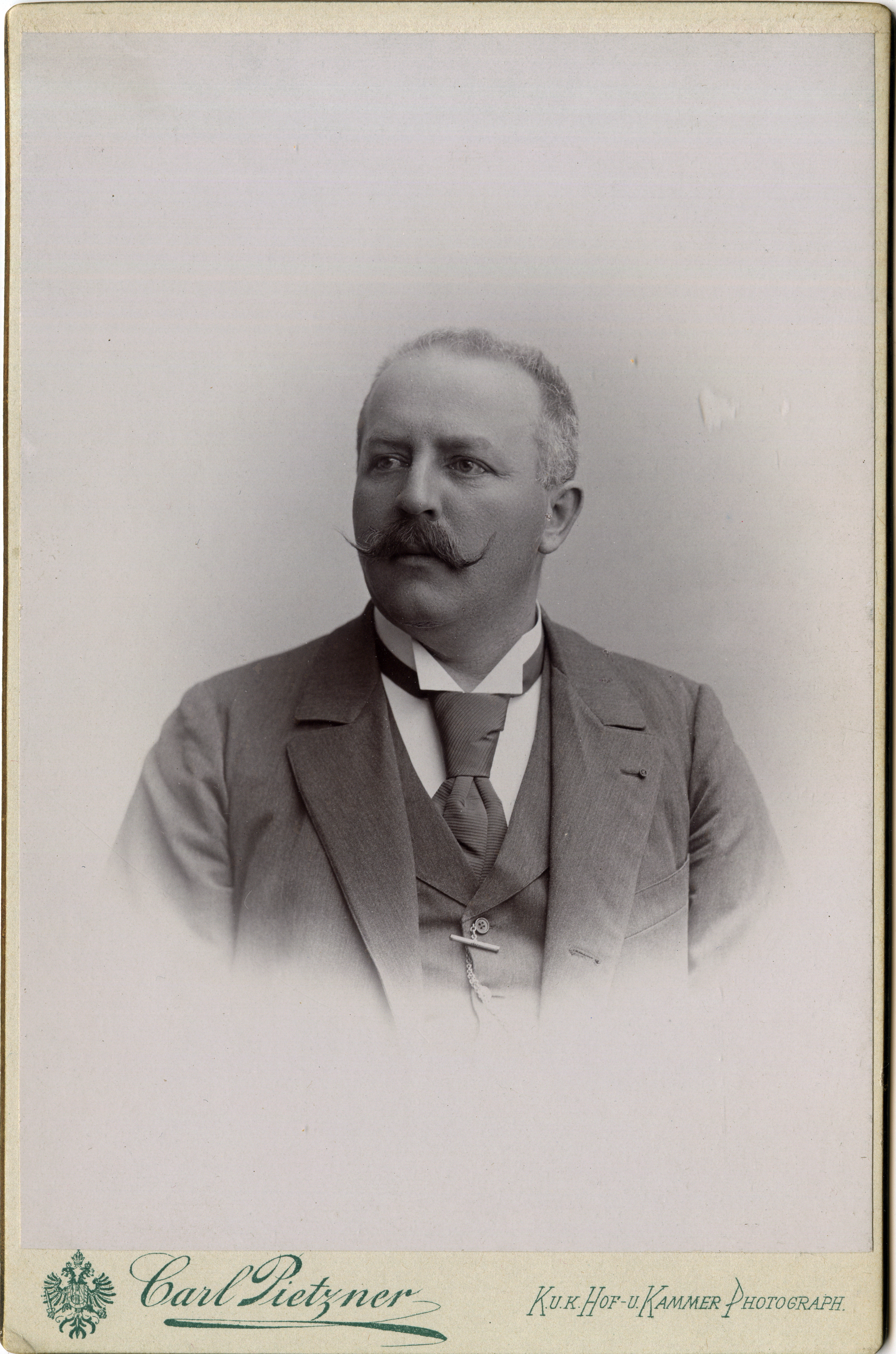
Portrait de Gustave Fischbach

Il meurt (d’une pleurésie ou d’une affection cardiaque selon les sources) le 14 juin 1897 à 50 ans. Il est enterré au cimetière Sainte-Hélène de Strasbourg dans la tombe familiale Fischbach.

## Sélection de publications
- Guerre de 1870. Le siège et le bombardement de Strasbourg, G. Fischbach, Strasbourg, 1871 (5e éd.), [lire en ligne]
- La Manufacture des tabacs de Strasbourg. Notes sur son histoire et ses ateliers, G. Fischbach, Strasbourg, 1873
- Philippe Grass, sa vie et ses œuvres, G. Fischbach, Strasbourg, 1876
- La fuite de Louis XVI, d'après les archives municipales de Strasbourg, G. Fischbach, Strasbourg, 1879
- De Strasbourg à Bayreuth, notes de voyage et notes de musique, G. Fischbach, Strasbourg, 1882
- Le théâtre de Strasbourg et la dotation Apffel, G. Fischbach, Strasbourg, 1884
- Au hasard de la plume, Chroniques et causeries, G. Fischbach, Strasbourg, 1886
- Traductions en allemand de plusieurs pièces de Molière